# 30. siječnja
30. siječnja (30. 1.) 30. je dan godine po gregorijanskom kalendaru.
Do kraja godine ima još 335 dana (336 u prijestupnoj godini).

## Događaji
- 1595. – Prvi put su izvedeni Romeo i Julija, tregedija Williama Shakespearea.
- 1667. – potpisan Andrusovski mir, čime je završio rusko-poljski rat.
- 1889. – Nadvojvoda Rudolf od Austrije, nasljednik Austro-Ugarskog prijestolja, pronađen je mrtav u dvorcu Mayerling zajedno s ljubavnicom Marijom Vetsera.
- 1933. – Adolf Hitler prisegnuo je za njemačkog kancelara.
- 1945. – Njemački brod "Wilhelm Gustloff" potonuo u Baltičkom moru – najveća pomorska nesreća u zabilježenoj povijesti sa 7,000 - 9,000 žrtava.
- 1948. – Hinduistički aktivist Nathuram Godse ubija Mahatmu Ghandija.
- 1948. – Otvorene zimske olimpijske igre u St. Moritzu (Švicarska).
- 1968. – U Vijetnamskom ratu snage Viet Conga pokrenule su ofenzivu Tết.
- 1972. – Krvava nedjelja (Bloody Sunday), Derry/Londonderry, Sjeverna Irska.
- 1993. –  Dr. Franjo Tuđman postavio kamen temeljac za novi Maslenički most
- 2003. – Belgija službeno priznala istospolne brakove.
- 2020. – NASA umirovila svemirski teleskop Spitzer.[1][2][3]
- 2020. – SZO proglasila epidemiju COVID-19 bolesti
- 2025. – Hrvatska rukometna reprezentacija pobijedila Francusku rezultatom 31:28 u polufinalu svjetskoga prvenstva i ušla u svoje prvo svjetsko finale nakon 2009.[4]

| - 1781. – Adalbert von Chamisso, njemački književnik i znanstvenik († 1838.) - 1842. – Blaž Švinderman, hrvatski biskup († 1915.) - 1882. – Franklin Delano Roosevelt, američki političar i predsjednik († 1945.) - 1899. – Max Theiler, južnoafrički liječnik, nobelovac († 1972.) - 1912. – Barbara W. Tuchman, američka povjesničarka († 1989.) - 1913. – Stjepan Cek, slovenski katolički svećenik († 1985.) - 1950. – Inoslav Bešker, hrvatski novinar i sveučilišni profesor († 2023.) - 1951. – Phil Collins, engleski glazbenik - 1954. – Husein Hasanefendić - Hus, skladatelj i tekstopisac - 1974. – Christian Bale, britanski glumac - 1975. – Danijel Ljuboja, bosanskohercegovački glumac - 1986. – Anita Berisha, hrvatska glumica - 1989. – Matej Knežević, hrvatski novinar | - 1030. – Vilim V., vojvoda od Akvitanije (* 969.) - 1649. – Karlo I., kralj Engleske (* 1600.) - 1928. – Karl Bleibtreu, njemački književnik (* 1859.) - 1928. – Johannes Andreas Grib Fibiger, danski liječnik, nobelovac (* 1867.) - 1947. – Dubravko Dujšin, hrvatski glumac (* 1894.) - 1948. – Mahatma Gandhi, indijski političar (* 1869.) - 1959. – Josip Hatze, hrvatski skladatelj i dirigent (* 1879.) - 1963. – Francis Poulenc, francuski skladatelj (* 1899.) - 1987. – Ante Topić Mimara, kolekcionar i povjesničar umjetnosti (* 1899.) |

## Blagdani i spomendani
- Svjetski dan gubavaca

## Imendani
- Martina
- Hijacinta
- Gordana
- Darinka